# Fouilloy (Somma)
Fouilloy – miejscowość i gmina we Francji, w regionie Hauts-de-France, w departamencie Somma.
Według danych na rok 1990 gminę zamieszkiwało 1627 osób, a gęstość zaludnienia wynosiła 284 osoby/km² (wśród 2293 gmin Pikardii Fouilloy plasuje się na 165. miejscu pod względem liczby ludności, natomiast pod względem powierzchni na miejscu 809.).